# Francisco Antúnez
Francisco Antúnez Espada  (Sevilha, 1 de novembro de 1922 - 16 de agosto de 1994) foi um futebolista espanhol.

## Carreira
Francisco Antúnez fez parte do elenco da Seleção Espanhola de Futebol da Copa do Mundo de 1950. Ele fez uma partida.